# 國際泛歐聯盟
国际泛欧联盟（International Paneuropean Union）是最始主张进行欧洲统一运动（European unification movement），或称泛欧运动（Paneuropean Movement，Pan-Europa Movement）的一个组织。

## 主张与原则
国际泛欧联盟主张的设想是由理查德·尼古拉斯·冯·康登霍维-凯勒奇伯爵首先提出的，他在《Paneuropa》中提出了一个统一的欧洲国家（European State）的设想。
该组织的既定目标是建立一个非“虚无主义，无神论和不道德消费（nihilism, atheism and immoral consumerism）”的欧洲基督教联合体。它独立于所有政党存在，但有着自己的原则，藉此对政治家、政党和其他机构作出评价。
国际泛欧联盟的四大原则为：
- 自由主义（liberalism）
- 基督教义（christianity）
- 社会责任（social responsibility）
- 亲欧洲主义（pro-Europeanism）

## 现状
1933年，该组织被纳粹德国所禁，二战后重建。

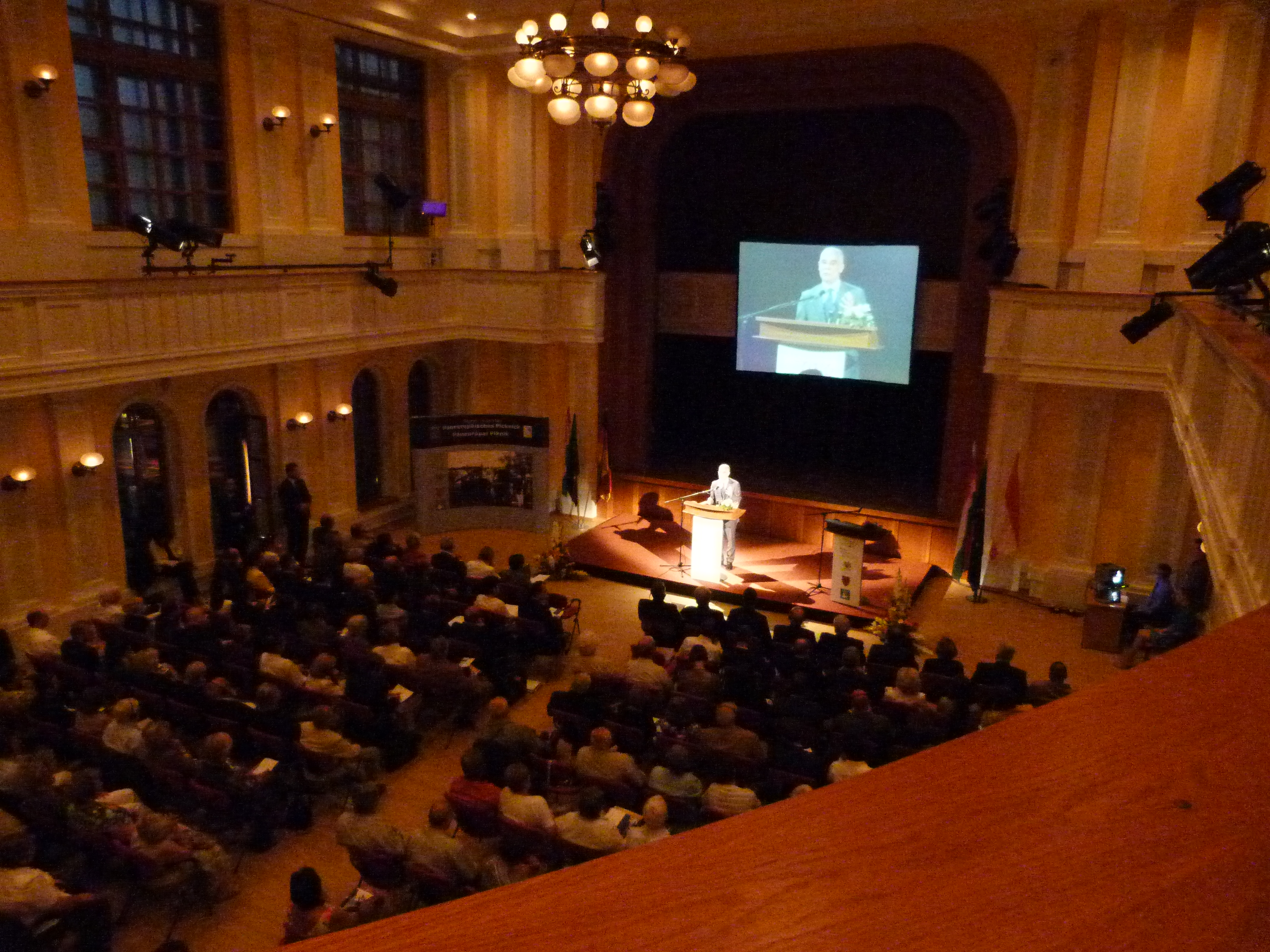
2014年聚會

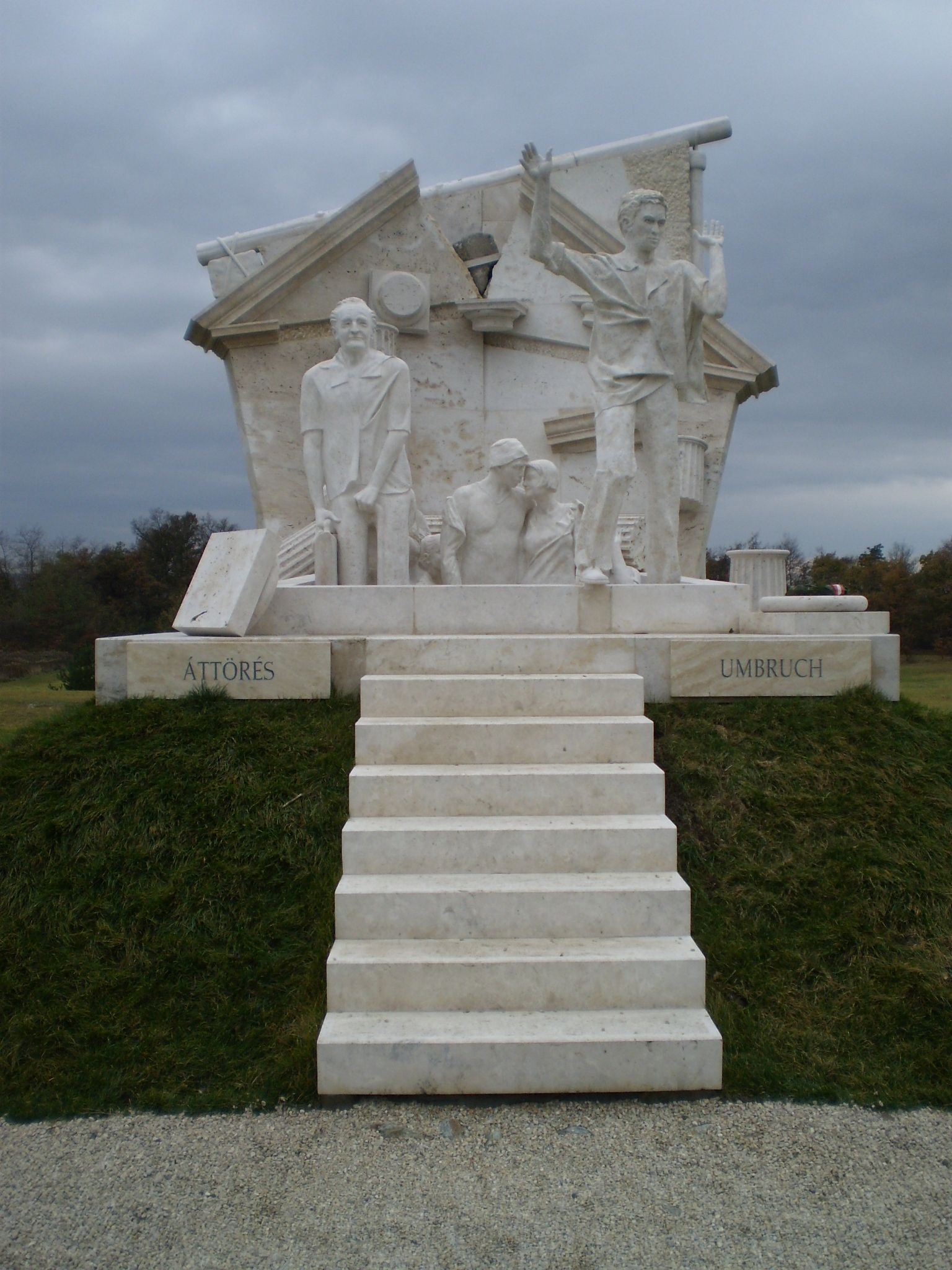
泛歐聯盟紀念碑於肖普朗

现今哈布斯堡王朝的继承人奥托·冯·哈布斯堡在康登霍维1973年死后成为国际泛欧联盟新的国际名誉主席（the International Honorary President）。而现任的联盟主席为法国泛欧联盟理事阿兰·泰尔努瓦尔（Alain Terrenoire） 
 ，他的任期自2004年开始。

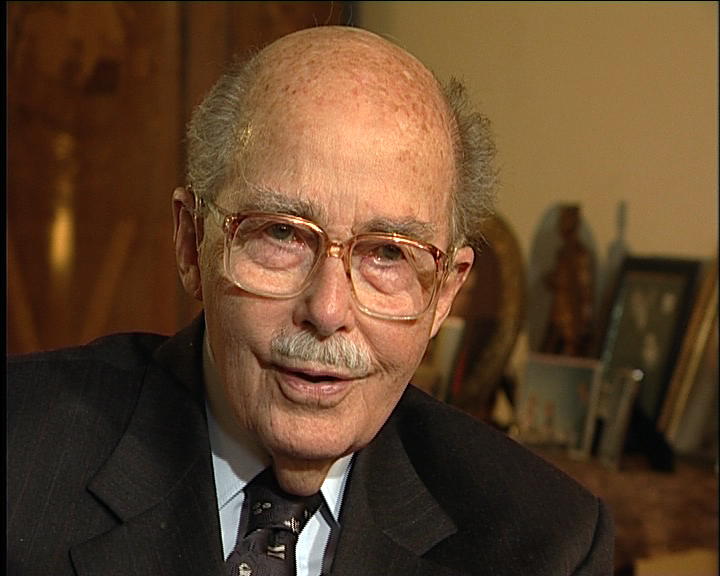
泛欧联盟名誉主席奥托·冯·哈布斯堡

国际泛欧联盟的总秘书处设置在慕尼黑，在许多欧洲国家都设有分處。